# Петър Богдани
 Тази статия е за албанския католически духовник.  За българския вижте Петър Богдан.  
Петър Богдани (на албански: Pjetër Bogdani; на италиански: Pietro Bogdani) е албански писател и духовник, прелат на Римокатолическата църква. Богдани е един от най-известните писатели в ранната албанска литература.
Според някои изследователи Петър Богдани е племенник на българския католически софийски архиепископ Петър Богдан, а според други на албанския католически свещеник Андреа Богдани.

## Биография
Петър Богдани е роден в 1621 година, близо до Призрен в село Гур, областта Хас, Косово. Самият той се подписва като „македонец“. Първоначалното си образование получава в българската католическа общност в Чипровци, а по-късно продължава обучението си в Илирийския колеж в Лорето, край Анкона подобно на Петър Буди и Франк Барди. От 1651 до 1654 година е енорийски свещеник в Пулат, Северна Албания. От 1654 до 1656 година учи в Колежа на Конгрегацията за разпространение на вярата в Рим, който завършва като доктор по философия и богословие.
В 1656 година става шкодренски епископ, като остава на поста 21 години. До 1671 година администрира и Барската архиепархия.
В 1677 година наследява чичо си Андреа Богдани като архиепископ на Скопие и администратор на Кралство Сърбия. В 1680 година, заради мюсюлманския тормоз, архиепископ Петър Богдани мести седалището си в Янево.
Религиозното му усърдие в атмосферата на война вкарва Богдани в конфликт с османските власти и той е принуден да бяга в Рагуза, а оттам във Венеция и Падуа като взима със себе си ръкописите си. В 1685 година с помощта на кардинал Грегорио Барбариго Богдани издава в Падуа „Cuneus Prophetarum“, обемен теологически трактат, първата книга, написана оригинално на албански език. Видният албанист Робърт Елси нарича книгата „шедьовър на ранната албанска литература и първата творба на албански език с истински артистични и литературни качества“.
На следната 1686 година Богдани се връща на Балканите и развива усилена дейност в помощ на австрийските войски, воюващи с Османската империя. През октомври 1689 година австрийската армия влиза в Прищина и Богдани осигурява помощна част от 6000 албанци, която влиза заедно с австрийците в Призрен. В Призрен обаче избухва епидемия от чума и Богдани, който се връща в града, заболява и умира там през декември 1689 година. В 1698 година племенникът му Герг разказва, че тленните му останки са изкопани от турски и татарски войници и са хвърлени на кучета на централния площад в Прищина.
- Богдани на албанска марка от 1989 г.
- Богдани на албанска банкнота от 1000 леки